# Tyr (musikalbum)
Tyr (stiliserat TYR) är det femtonde studioalbumet av det brittiska heavy metal-bandet Black Sabbath, utgivet i augusti 1990. 

## Låtlista
Samtliga låtar skrivna av Black Sabbath och Tony Martin, om annat inte anges.
1. "Anno Mundi (The Vision)" - 6:13
2. "The Law Maker" - 3:55
3. "Jerusalem" - 4:00
4. "The Sabbath Stones" - 6:48
5. "The Battle of Tyr" - 1:09
6. "Odin's Court" - 2:43
7. "Valhalla" - 4:43
8. "Feels Good to Me" - 5:44
9. "Heaven in Black" (Geezer Butler/Ronnie James Dio/Tony Iommi/Bill Ward) - 4:06

## Medverkande
- Tony Iommi - gitarr
- Cozy Powell - trummor
- Tony Martin - sång
- Neil Murray - bas
- Geoff Nicholls - keyboard